# Petrovce nad Laborcom
Petrovce nad Laborcom (in ungherese Petróc) è un comune della Slovacchia facente parte del distretto di Michalovce, nella regione di Košice.